# Cantón de Fanjeaux
El cantón de Fanjeaux era una división administrativa francesa, que estaba situada en el departamento de Aude y la región de Languedoc-Rosellón.

## Composición
El cantón estaba formado por dieciséis comunas:
- Bram
- Cazalrenoux
- Fanjeaux
- Fonters-du-Razès
- Gaja-la-Selve
- Generville
- La Cassaigne
- La Force
- Laurac
- Orsans
- Plavilla
- Ribouisse
- Saint-Gaudéric
- Saint-Julien-de-Briola
- Villasavary
- Villesiscle

## Supresión del cantón de Fanjeaux
En aplicación del Decreto nº 2014-204 de 21 de febrero de 2014, el cantón de Fanjeaux fue suprimido el 22 de marzo de 2015 y sus 16 comunas pasaron a formar parte del nuevo cantón del Cepo de Rasés (de marzo de 2015 a enero de 2016 llamado Cantón de Bram).